# Ebby Pérez
Ebby Pérez (Puerto Ordaz, Estado Bolívar, Venezuela; 1 de marzo de 1991) es un futbolista venezolano que juega como centrocampista y actualmente se encuentra sin equipo.

## Trayectoria

### juvenil
Se asentó como titular en el equipo sub-18 Columbus Crew de los Estados Unidos durante el 2009 teniendo un buen desempeño mediante el cual en ese mismo año fue observado y transferido para el San Luis Fútbol Club de la primera división mexicana pero en este equipo no obtuvo minutos y fue ahí cuando es contratado por el Deportivo Táchira de la Primera División de Venezuela para la temporada 2010/11 pero sin llegar a debutar en el primer equipo, desde la temporada 2011/12 se ha venido alternado en el primer y segundo equipo ganando minutos que lo lleven a consolidarse con un puesto en la titular.

### Deportivo Táchira
Debuta con el equipo aurinegro en un encuentro de Copa Sudamericana frente al equipo de Barcelona SC el 26 de julio de 2012 entrando por el argentino Diego Emilio Cochas en el minuto 26 del encuentro, jugando así 18 minutos. 
Para la temporada 2012/13 jugó un total de 7 encuentros, jugando 2 como titular obteniendo así 261 minutos jugados.

## Clubes
| Club                 | País           | Año                | PJ | Goles |
| -------------------- | -------------- | ------------------ | -- | ----- |
| Columbus Crew        | Estados Unidos | 2009 - JUVENIL     |    |       |
| San Luis Futbol Club | México         | 2009 -2010 JUVENIL |    |       |
| Deportivo Táchira    | Venezuela      | 2010 - 2013        | 25 | 0     |

- Datos: Q16558792